# Enlisted (відеогра)
Enlisted — це групова багатокористувацька онлайн-гра (MMO), яка реконструює битви Другої світової війни, розроблена Darkflow Software та опублікована Gaijin Entertainment. 2 березня 2021 року закрита бета-версія вийшла в ефір на PlayStation 5.

## Ігровий процес
Enlisted — це онлайн-гра в жанрі шутер від першої особи на базі загону з піхотою, наземними машинами та літаками, які воюють разом на одних і тих же темах, присвячених Другій світовій війні. Гравці керують або загоном з 4-9 солдатів різних класів, або екіпажем танка, або пілотом літака. Вони можуть віддавати накази солдатам із штучним інтелектом в загоні, одночасно керуючи одним із солдатів.
Кампанія битви за Москву та вторгнення в Нормандію на старті, потім битва за Берлін і наступна битва за Туніс.

## Розвиток
Gaijin Entertainment та Darkflow Software вперше оголосили гру в 2016 році як краудфандинговий титул. Було оголошено дві кампанії, присвячені битві під Москвою та битві за Нормандію, а інші кампанії було б розблоковано, якщо були досягнуті відповідні цілі фінансування. Рівні фінансування на найвищих рівнях дозволять учасникам вибирати конкретні кампанії, якщо вони будуть успішно виконані. Гра була рекламована як «шутер від першої особи, який вирішили вболівальники, для вболівальників» і що «вони матимуть безпосередній внесок у те, що ми створюємо, включаючи такі речі, як кампанії, ігрові режими, навіть які платформи після ПК ми будемо підтримувати». Перший публічний тест на відтворення відбувся у квітні 2020 року на ПК, а в листопаді бета-тестери отримають доступ до «глобального освітлення з промінням і DLSS».

## Реліз
На E3 2018 Microsoft підтвердила, що гра буде випущена на Xbox і буде частиною попереднього перегляду ігор Xbox цього року.   Перший публічний тест на відтворення відбувся в квітні 2020 року на ПК, а в жовтні того ж року Microsoft оголосила, що Enlisted стане частиною лінійки запуску Xbox Series X/S   Nvidia також підтвердила випуск гри для ПК. 